# Metatemnus superior
Espèce
Metatemnus superior est une espèce de pseudoscorpions de la famille des Atemnidae.

## Distribution
Cette espèce est endémique du Pahang en Malaisie. Elle se rencontre dans les Cameron Highlands.

## Description
Le mâle holotype mesure 4,05 mm.

## Publication originale
- Muchmore, 1972 : A Phoretic Metatemnus Pseudoscorpionida Atemnidae From Malaysia. Entomological News, vol. 83, no 1, p. 11-14 (texte intégral).